# Just Dance (computerspelserie)
Just Dance is een serie van muziekspellen ontwikkeld en uitgegeven door Ubisoft. De serie verscheen voor het eerst in 2009 met een gelijknamig spel voor de Wii. Naast de hoofdserie verschenen ook talloze dansspellen als zijserie, zoals de Kids- en Disney-serie.

## Beschrijving
De spelserie is gericht op het dansen op verschillende muzieknummers, die zowel uit oudere als moderne nummers bestaan. Spelers moeten de bewegingen van de danser op het scherm zo goed mogelijk proberen na te bootsen voor de beste score.
Afhankelijk van de spelcomputer waarop het wordt gespeeld, kan de speler kiezen voor bewegingsbesturing of een aangesloten camera.
Met ieder nieuw spel in de reeks werden ook nieuwe spelmodi toegevoegd. Zo is het onder meer mogelijk om tijdens het dansen de calorieën te tellen, non-stop of alleen gedeeltes van een nummer te dansen, op verschillende choreografieën te dansen of nieuwe te creëren, of om via het internet met andere dansers te spelen.
Het is ook mogelijk om tijdens het dansen mee te zingen met de nummers. Hiervoor dient op de spelcomputer een microfoon te worden aangesloten. De tekst van de te dansen nummers verschijnt hiertoe in karaoke-vorm onder de dansers op het scherm.
Ubisoft maakte bekend dat Just Dance 2023 Edition de laatste jaarlijkse editie zal zijn. Voortaan zullen alle nieuwe muzieknummers, spelmodi en mogelijkheden beschikbaar komen als downloadbare inhoud, die vervolgens aan het spel toegevoegd worden.

## Spellen in de reeks

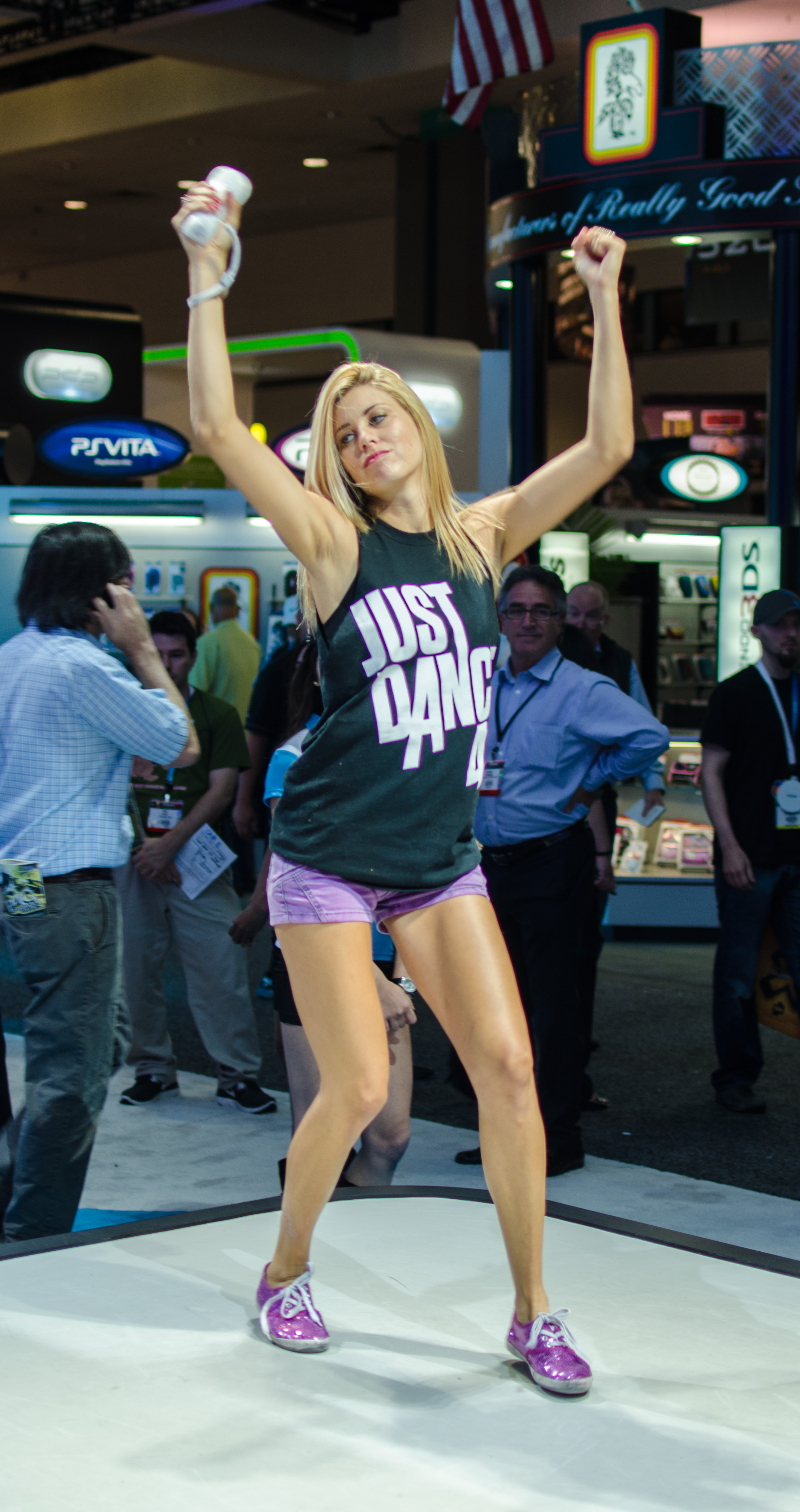
Een dansende vrouw tijdens de E3 in 2012.

### Hoofdserie
- Just Dance (2009)
- Just Dance 2 (2010)
- Just Dance 3 (2011)
- Just Dance 4 (2012)
- Just Dance 2014 (2013)
- Just Dance 2015 (2014)
- Just Dance 2016 (2015)
- Just Dance 2017 (2016)
- Just Dance 2018 (2017)
- Just Dance 2019 (2018)
- Just Dance 2020 (2019)
- Just Dance 2021 (2020)
- Just Dance 2022 (2021)
- Just Dance 2023 Edition (2022)
- Just Dance 2024 Edition (2023)
- Just Dance 2025 Edition (2024)

### Zijserie
- Just Dance Kids (2010)
- Just Dance 2: Extra Songs (2011)
- Just Dance Wii (2011) (Japanse uitgave)
- Just Dance Kids 2 (2011)
- Just Dance: Best Of (2012)
- Just Dance Wii 2 (2012) (Japanse uitgave)
- Just Dance: Disney Party (2012)
- Just Dance Kids 2014 (2013)
- Just Dance Wii U (2014) (Japanse uitgave)
- Just Dance: Disney Party 2 (2015)
- Yo-kai Watch Dance: Just Dance Special Version (2015) (Japanse uitgave)

### Spin-offs
- Michael Jackson: The Experience (2010)
- Dance on Broadway (2010)
- The Black Eyed Peas Experience (2011)
- De Smurfen: Dance Party (2011)
- ABBA: You Can Dance (2011)
- The Hip Hop Dance Experience (2012)